# John Brahm
Pour les articles homonymes, voir Brahm.
John Brahm est un réalisateur allemand né le 17 août 1893 à Hambourg (Allemagne) et mort le 12 octobre 1982 à Malibu (États-Unis).

## Filmographie
- 1935 : Scrooge (production seulement)
- 1936 : The Last Journey (en) (production seulement)
- 1936 : Le Lys brisé (Broken Blossoms)
- 1937 : L'Avocat du diable (en) (Counsel for Crime)
- 1938 : Prison centrale (en) (Penitentiary)
- 1938 : Pensionnat de jeunes filles (Girls' School)
- 1939 : Laissez-nous vivre (Let Us Live!)
- 1939 : Rio (en)
- 1940 : Escape to Glory
- 1941 : L'Appel du Nord (Wild Geese Calling)
- 1942 : Le Monstre insaisissable (en) (The Undying Monster)
- 1943 : Nuits de Calais (en) (Tonight We Raid Calais)
- 1943 : Fleur d'hiver (en) (Wintertime)
- 1944 : Jack l'Éventreur (The Lodger)
- 1944 : L'Invitée (Guest in the House)
- 1945 : Hangover Square
- 1946 : Le Médaillon (The Locket)
- 1947 : La Pièce maudite (The Brasher Doubloon)
- 1947 : Singapour (Singapore)
- 1949 : L'Atlantide (Siren of Atlantis)
- 1950 : Le Voleur de Venise (Il ladro di Venezia)
- 1951 : Family Theatre (série TV), épisode A Star Shall Rise
- 1952 : Le Miracle de Fatima (The Miracle of Our Lady of Fatima)
- 1952 : Face to Face
- 1953 : Le Diamant bleu (en) (The Diamond Queen)
- 1954 : La Peste dorée (de) (Die Goldene Pest)
- 1954 : Le tueur porte un masque (The Mad Magician)
- 1955 : The Millionaire (en) (série TV)
- 1955 : Un envoyé spécial (de) (Vom Himmel gefallen)
- 1955 : Bengazi (en)
- 1959 : Série Bonanza : Or et amour (Mr. Henry Comstock) ; saison 1, épisode 3.
- 1960 : Thriller (série TV)
- 1961 : Les Accusés ("The Defenders") (série TV)
- 1961 : Le Jeune Docteur Kildare ("Dr. Kildare") (série TV)
- 1962 : Le Virginien ("The Virginian") (série TV)
- 1964 : Gunsmoke ("Gunsmoke")
- 1967 : Terreur au kilomètre (Hot Rods to Hell)